# Boris Babić
Boris Babic (* 10. November 1997 in Walenstadt) ist ein schweizerisch-serbischer Fussballspieler.

## Karriere

### Vereine
Der in Walenstadt aufgewachsene Babic spielte in seiner Jugend für den FC Walenstadt, wo auch sein Vater Trainer war, den FC Sargans und für den FC Grabs. Später wechselte er in die Jugendabteilung des FC St. Gallen und besuchte die United School of Sports, ein Ausbildungszentrum des Schweizerischen Fussballverbands. Im Juli 2015 wurde Babic für ein halbes Jahr an den FC Biel-Bienne ausgeliehen, wo er zu zwei Einsätzen in der Challenge League kam.
Nach einem weiteren Jahr in der zweiten Mannschaft des FC St. Gallen, wechselte er im November 2016 zur Profimannschaft in die Super League. Beim Auswärtsspiel am 10. Dezember 2016 gegen den FC Basel (18. Spieltag), gab Babic in der 70. Spielminute sein Debüt, als er für Alain Wiss eingewechselt wurde. Bis zum Ende der Saison kam er auf fünf Einsätze. Nachdem er die neue Saison 2017/18 noch beim FC St. Gallen bestritt, wurde er im März 2018 an den FC Vaduz ausgeliehen, mit dem er im selben Jahr den Liechtensteiner Cup gewinnen konnte. Bis Saisonende absolvierte er neun Partien in der zweitklassigen Challenge League. Im Juni 2018 wurde das Leihgeschäft um eine weitere Saison verlängert. 2018/19 wurde er mit dem Hauptstadtklub erneut Liechtensteiner Cupsieger; in der Challenge League wurde er 17-mal eingesetzt. Zur Saison 2019/20 kehrte er wieder zum FC St. Gallen zurück. Bis Saisonende kam er bis zu einem Kreuzbandriss auf 19 Spielen in der Super League, wobei er sieben Tore erzielte. Diese Zahlen konnte er in den Folgejahren nicht mehr erreichen. 2020/21 erzielte er in 29 Partien ein Tor und 2021/22 spielte er nur noch in 8 Spielen und kam dabei ebenfalls auf ein Tor.

### Nationalmannschaft
Mit 14 Jahren spielte Babic erstmals für die Schweizer Nationalmannschaft (U-15). Mit der U-17 nahm er 2014 an der U-17-Europameisterschaft auf Malta teil. Babic erzielte dabei den einzigen Treffer für die Schweiz zum 1:1-Endstand gegen Deutschland. Es folgten zwei Niederlagen gegen Portugal und Schottland, womit man als viertplatzierte Mannschaft bereits in der Gruppenphase scheiterte.
Am 31. August 2017 absolvierte er beim Testspiel gegen Polen ein Spiel für die U-20-Nationalmannschaft.

## Titel und Erfolge
FC Vaduz
- Liechtensteiner Cupsieger: 2018, 2019

## Auszeichnungen
- Ostschweizer Fussballer des Jahres: 2017[7]